# L'embrió
L'embrió  (títol original: Progeny) és una pel·lícula de ciència-ficció americà de 1998 dirigida per Brian Yuzna i produït per Stuart Gordon, la intriga de la qual gira al voltant de raptes per extra-terrestres. Ha estat doblada al català.

## Argument
Després de fer l'amor apassionadament, Craig i Sherry descobreixen que la seva il·lusió per tenir un bebè es fa realitat, però alguna cosa no va bé. Tement el pitjor, i per conèixer la veritat, Craig s'uneix amb l'expert en abduccions Bert Clavell. A través de la hipnosis descobreixen que Sherry ha quedat embarassada per alienígenes.

## Repartiment
- Arnold Vosloo: Dr. Craig Burton
- Barry Morris: oficial d'Immigració
- Bob McLean: guàrdia de la presó
- Brad Dourif: Dr. Bert Clavell
- David Wells: Dr. Duke Kelly
- Don Calfa: Jimmy Stevens
- Don Shenk: Henry (també John Moskal Jr.)
- Greet Ramaekers: Recepcionista
- Jan Hoag: Ida, la infermera
- Jillian McWhirter: Sherry Burton
- John Moskar Jr.: guàrdia de la seguretat
- Kate Romero: dona a la televisió
- Kelly Jaquiss: la dona que crida
- Lindsay Crouse: Dr. Susan Lamarche
- Lisa Crosato: Bev
- Logan Yuzna: el noi pacient
- Lydia De Luccia: la infermera de nit
- Maggie Shane: Mare del noi
- Michael Calder: la persona segrestada
- Nora Paradiso: Karen Boglia
- Pancho Demmings: Oficial McGuire
- Patty Toy: Jane, la infermera
- Rene Carrasco: agent paramèdic
- Sean Nepita: Oficial Murphy
- Susan Ripaldi: Della, la infermera
- Timilee Romolini: Devon Thompson
- Trisha King: infermera
- Willard E. Pugh: Eric Davidson
- Wilford Brimley: Dr. David Wetherly
- Johanna Faur: Sra. Perez